# 魯爾谷
魯爾谷（Reull Vallis）是一個位於火星希腊区的峽谷，該峽谷從外觀上看是因為流水切割火星表面而形成，長度945公里。其他向西流的峽谷匯入魯爾谷後轉向北方進入希臘平原。該峽谷命名來自蓋爾語的行星。

## 線型層狀沉積物
在魯爾谷一些河道底部有所謂的线状谷底沉積物。這些物質看起來像水流在其附近环绕轉向的山脊或溝渠障碍物。一般認為這些沉積物富含冰，並且地球上部分冰川也有類似地形。這些線型沉積物可能和已經被證明含有大量冰的舌狀岩屑坡相關。以下圖集顯示了魯爾谷內的線型層狀沉積物。

## 圖集

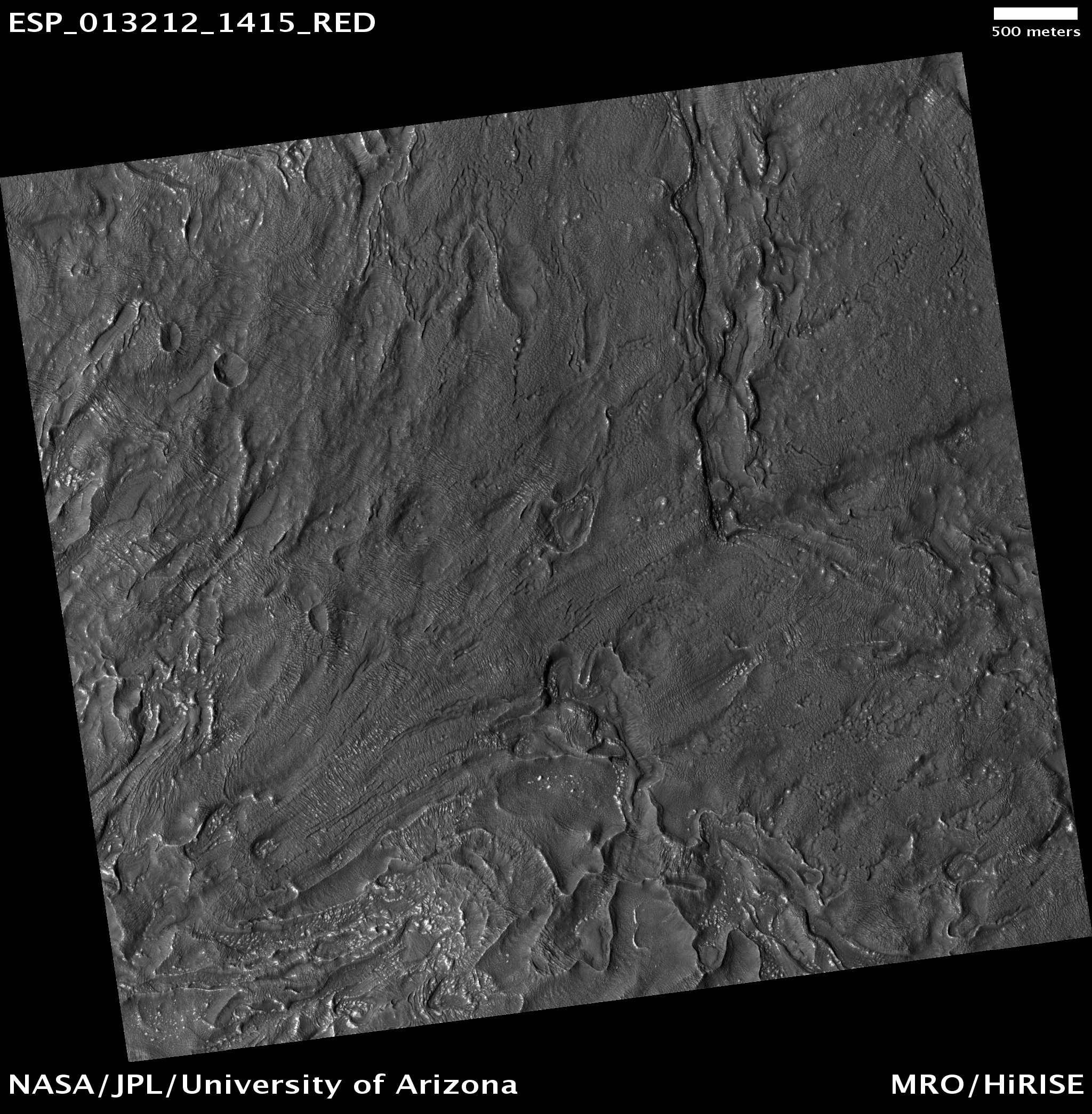
魯爾谷附近的銳蝕地形。火星偵察軌道器的 HiRISE 拍攝。
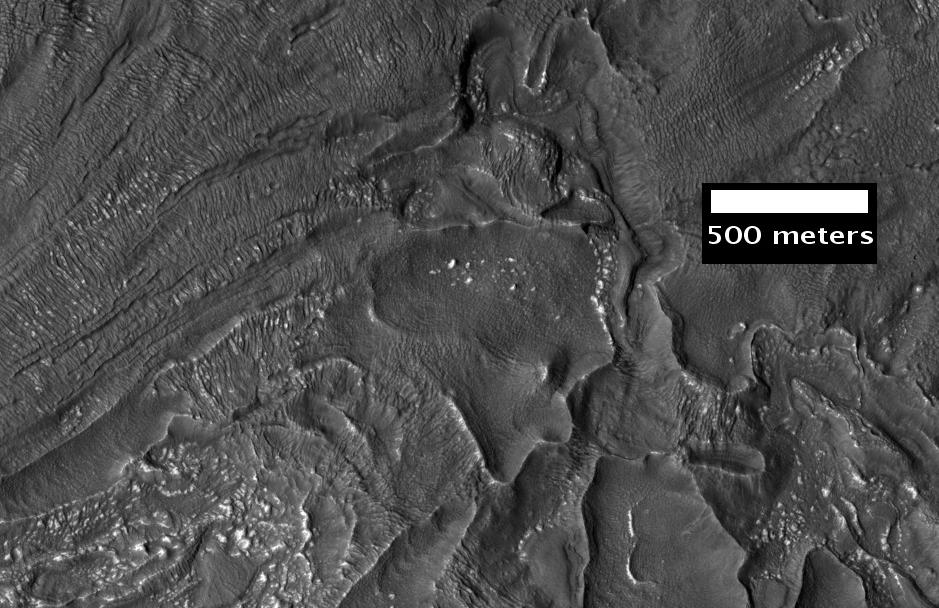
上圖區域的近距離影像。該區域可能對未來火星登陸任務移動的挑戰。
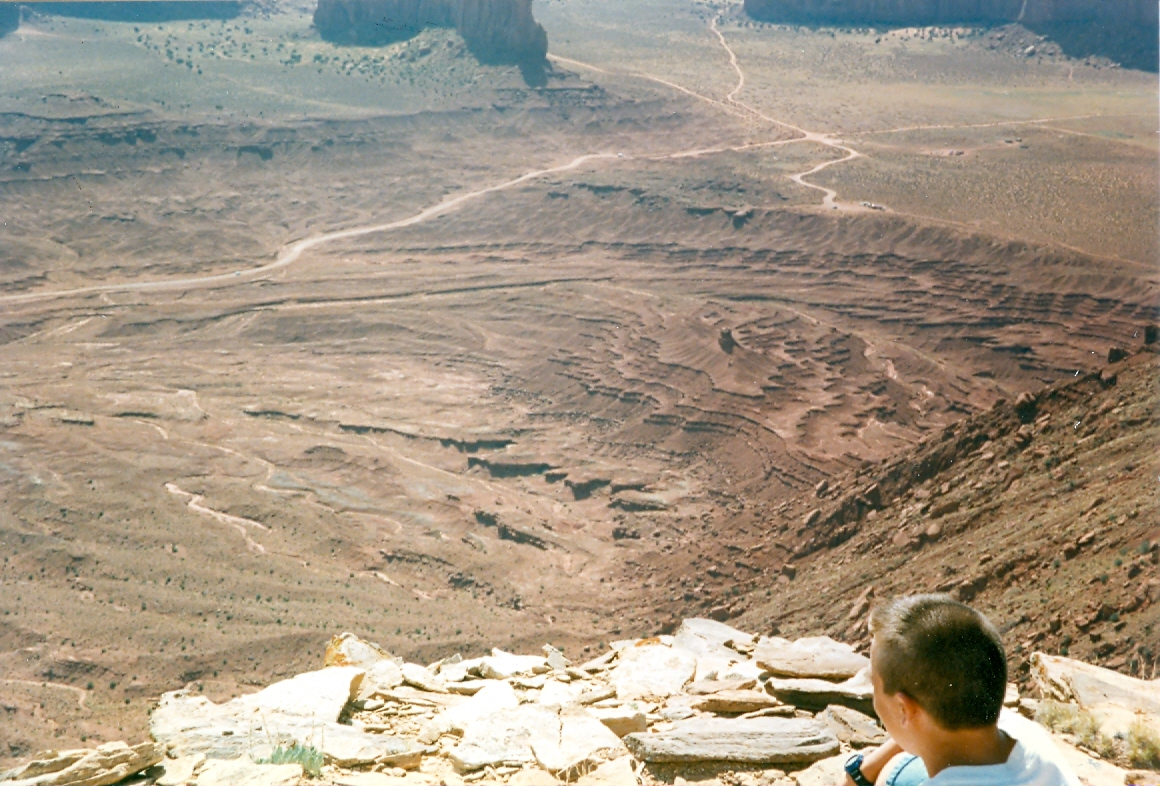
地球上美國猶他州紀念碑谷的地層。這些地層至少有一部分被認為是水流沉積物形成的。因為火星上有類似地形，所以認為火星上類似地層也是由水流沉積物形成。

## 外部連結
- Google Mars map centred on Reull Vallis （页面存档备份，存于）.